# Huey Dunbar
Huey Dunbar (* 15. Mai 1974), eigentlich Eustace Dunbar IV., ist ein Salsasänger mit puerto-ricanischen Wurzeln.

## Werdegang
Huey Dunbar, der Sohn eines jamaikanischen Vaters und einer puerto-ricanischen Mutter, war Sänger in der Gruppe Dark Latin Groove. Mit dieser Gruppe nahm er Hits wie La Quiero a Morir, Juliana, No Morirá, Volveré, Todo Mi Corazón und ein Remake des Klassikers von Ricardo Montaner Me Va a Extrañar auf.
Im Jahr 2000 begann er eine Solokarriere und wurde mit seinem ersten Album vom Billboard Magazin als bester Neukünstler ausgezeichnet. 2007 wollte der Produzent Sergio George ihn für einen Wiedereinstieg bei Dark Latin Groove bewegen, was jedoch von ihm abgelehnt wurde. Nach einer Pause in den Jahren 2003 bis 2010  erschien sein bislang letztes Album Huey Dunbar IV, welches in Lateinamerika gute Verkaufszahlen erreichte und mit dem Hit Te Amaré in den Billboard Tropical Song Charts den vierten Platz erzielte. Weitere Hits von Huey Dunbar sind Con Cada Beso, Yo si me enamore, A Cambio de Qué, Sin Poderte Hablar und A Dónde Iré.

## Diskografie

### Alben
| Jahr | Titel            | Höchstplatzierung, Gesamtwochen, AuszeichnungChartsChartplatzierungen (Jahr, Titel, Platzierungen, Wochen, Auszeichnungen, Anmerkungen) | Anmerkungen |
| Jahr | Titel            | Latin | Anmerkungen |
| ---- | ---------------- | --- | ----------- |
| 2001 | Yo Si Me Enamore | Latin12 Platin · (26 Wo.)Latin |             |
| 2010 | Huey Dunbar IV   | Latin14 (4 Wo.)Latin |             |

Weitere Alben
- Music for My Peoples (2003)

### Singles
| Jahr | Titel Album                                         | Höchstplatzierung, Gesamtwochen, AuszeichnungChartsChartplatzierungen (Jahr, Titel, Album, Platzierungen, Wochen, Auszeichnungen, Anmerkungen) | Anmerkungen        |
| Jahr | Titel Album                                         | Latin | Anmerkungen        |
| ---- | --------------------------------------------------- | --- | ------------------ |
| 2000 | Que Locura Enamorarme De Ti Celebracion: Epic Duets | Latin22 (8 Wo.)Latin | mit Eddie Santiago |
| 2001 | Yo Si Me Enamore                                    | Latin15 (8 Wo.)Latin |                    |
| 2001 | Con Cada Beso Yo Si Me Enamore                      | Latin5 (26 Wo.)Latin |                    |
| 2003 | Sin Poderte Hablar Music for My Peoples             | Latin47 (1 Wo.)Latin |                    |
| 2003 | A Donde Ire Music for My Peoples                    | Latin49 (1 Wo.)Latin |                    |
| 2010 | Te Amare Huey Dunbar IV                             | Latin42 (3 Wo.)Latin |                    |